# ميخائيل كيلي (لاعب رماية)
ميخائيل كيلي (بالإنجليزية: Michael Kelly)‏ هو لاعب رماية أمريكي، ولد في 29 مارس 1872 في غالواي في جمهورية أيرلندا، وتوفي في 3 مايو 1923 في كوبلنتس في ألمانيا.

## وصلات خارجية
- مايكل كيلي على موقع أوليمبيديا (الإنجليزية)